# Rosario del Saladillo
Rosario del Saladillo é uma cidade localizada no departamento de Tulumba, província de Córdova, Argentina.
Está localizada a aproximadamente 190 km da Cidade de Córdova, próximo ao Mar Chiquita.

## População
Possui 178 habitantes, o que representa um aumento de 30% em relação aos 136 do censo anterior.

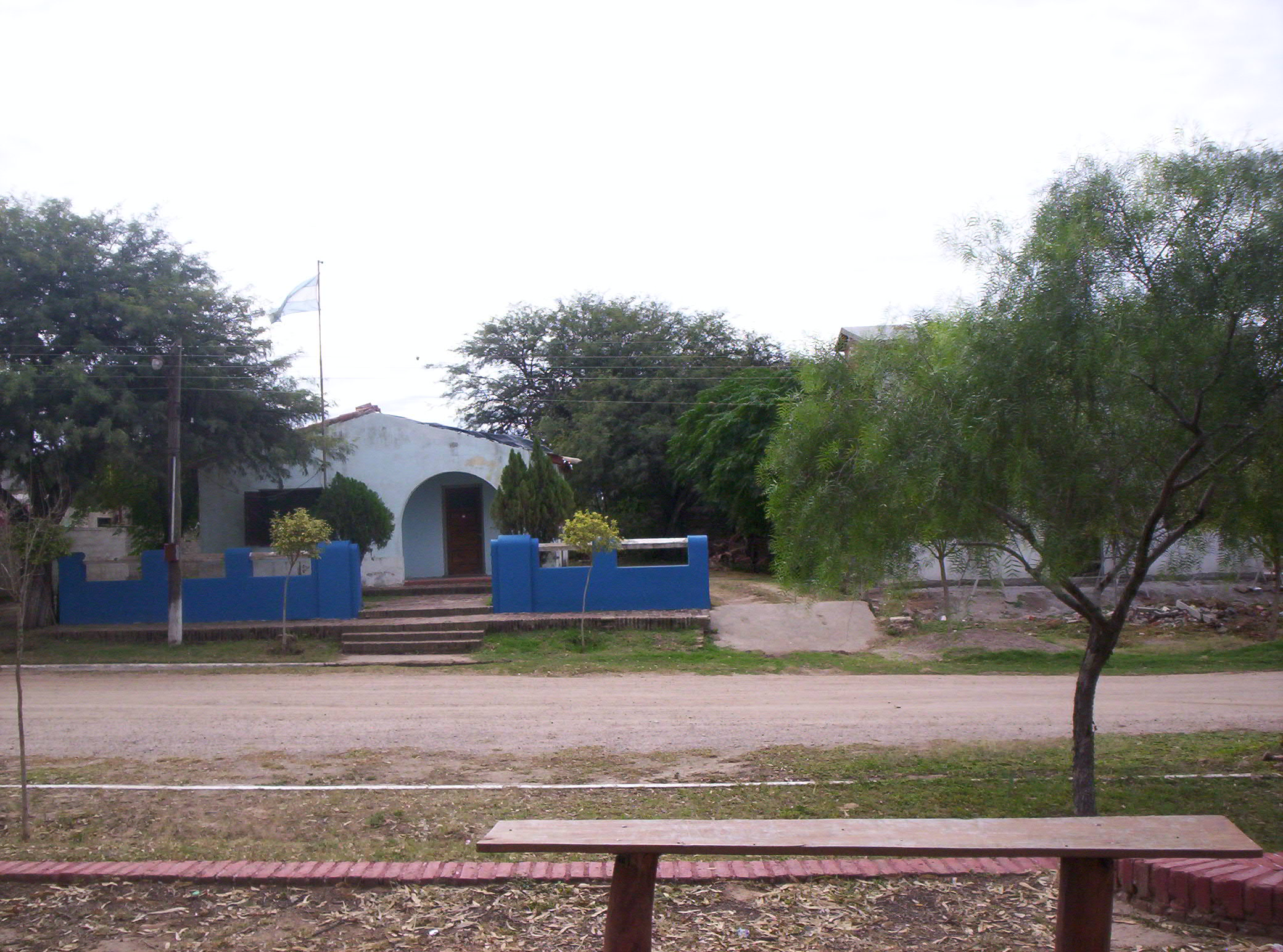
Destacamento Policial em Rosario del Saladillo

| Gráfico da evolução demográfica de Rosario del Saladillo entre 2001 e 2010 |
|                                                                            |
| Fonte: Censo Nacional de INDEC                                             |